# Brüdernfriedhof

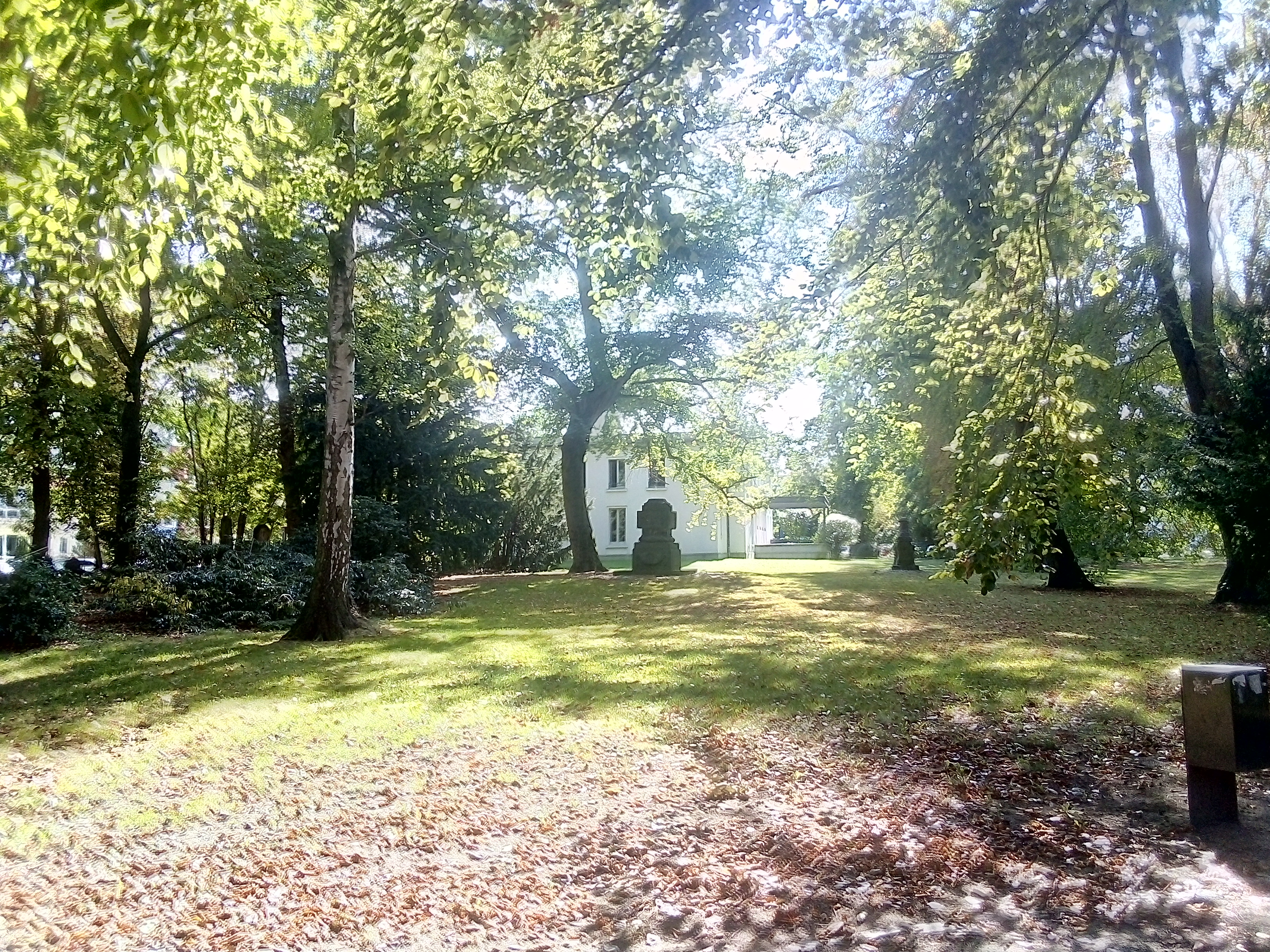
Ansicht des Friedhofs

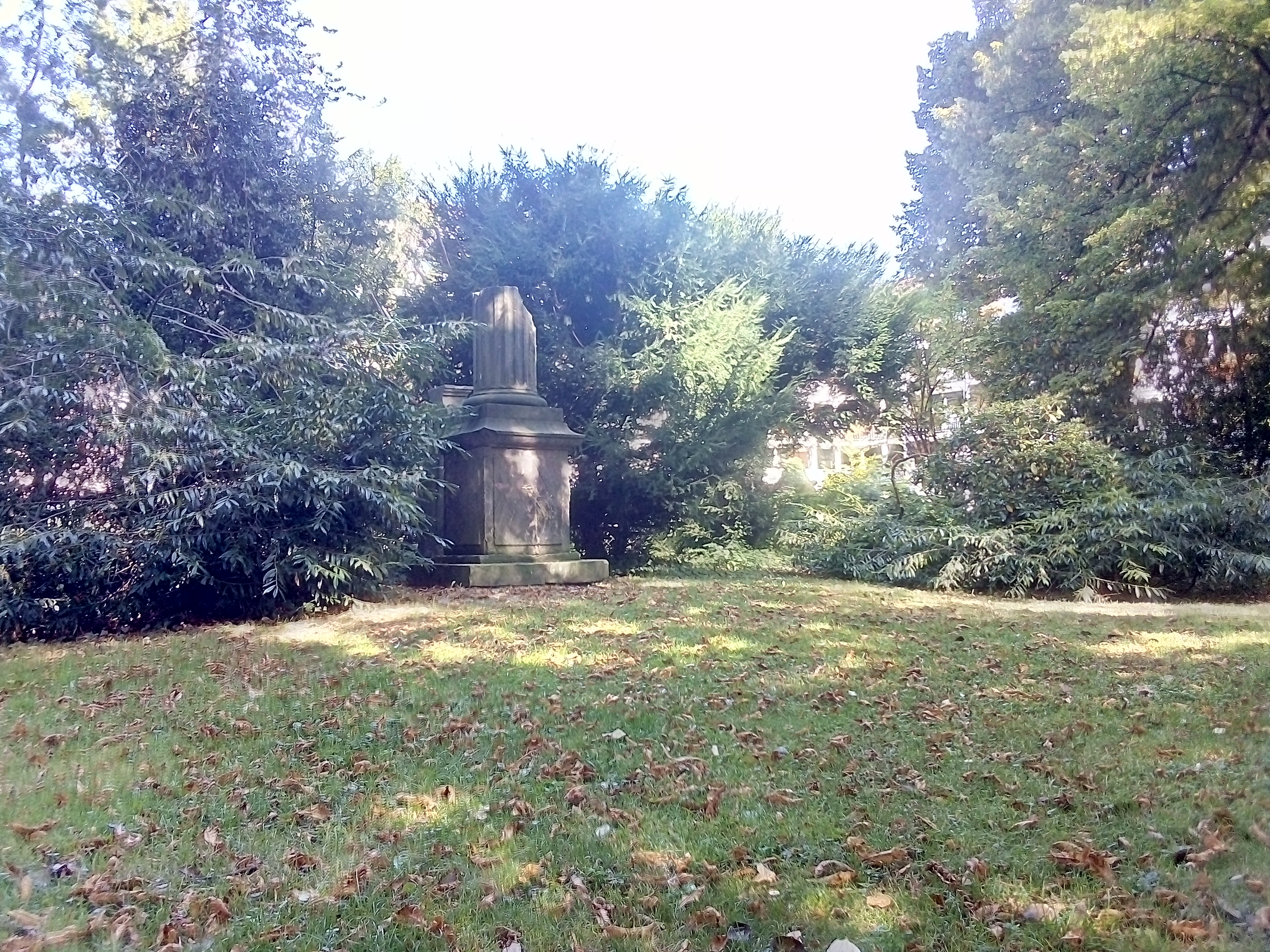
Ansicht des Friedhofs

Der Brüdernfriedhof oder auch Ulricifriedhof im Westlichen Ringgebiet in Braunschweig ist ein historischer Friedhof, der 1769 angelegt wurde. Heute dient er als öffentliche Grünanlage. In der als Baudenkmal geschützte Anlage befinden sich noch eine kleine Anzahl an Grabsteinen. Der ehemalige Friedhof der Brüdernkirche der evangelisch-lutherischen Gemeinde St.Ulrici-Brüdern ist mit einem Zaun eingefasst und befindet sich an der Nordseite der Broitzemer Straße.

## Geschichte
Der St.-Ulrici-Friedhof wurde 1769 an der Broitzemer Straße angelegt und zur Erinnerung an die Franziskanerbrüder auch Brüdernfriedhof genannt. Der Brüdernfriedhof entstand, als die mittelalterlichen Kirchen der Altstadt Braunschweigs im 18. Jahrhundert damit begannen, ihre Friedhöfe aus dem Stadtinneren vor die Stadttore zu verlagern. 1851 wurde der Friedhof um zwei Morgen nach Westen hin erweitert. Die Weihe des erweiterten Teils fand am 6. Oktober 1851 statt. Dort wurde eine Rosskastanienallee angelegt, anlässlich der Erweiterung wurde ein Gedenkstein aufgestellt. Zunächst stand dieser am Ende der Allee, heute befindet er sich in der Mitte der Allee zwischen einer Baumreihe. Mit der Einweihung des Braunschweiger Zentralfriedhofs (der heutige Hauptfriedhof) am 1. Oktober 1887 wurden die alten dezentralen Friedhöfe nicht mehr benötigt und nach und nach geschlossen. Auch der Brüdernfriedhof wurde nicht mehr belegt und später entwidmet.
Am 5. März 1968 wurde das neue Pfarr- und Gemeindehaus der Martinigemeinde eröffnet, das auf einem Teil des Friedhofs errichtet wurde. Es erhielt die Anschrift Broitzemer Straße 244. 1980 schloss die Stadt einen Nutzungsvertrag mit der Ulricigemeinde, um den ehemaligen Friedhof in eine öffentliche Grünanlage umzuwandeln. Im nordöstlichen Teil, der Abteilung D des Friedhofs, sind die meisten Grabsteine erhalten geblieben. Im nördlichen Teil der ehemaligen Anlage wurde das Johanniterhaus errichtet, ein Seniorenheim.
Von 2006 bis 2007 wurde die Anlage saniert. An der Finanzierung der Sanierung beteiligten sich die Stadt Braunschweig, die Richard-Borek-Stiftung und der evangelisch-lutherische Kirchenverband Braunschweig. Bei der Sanierung sollten der Charakter der Grünanlage und der erhaltenen Friedhofsteile erhalten werden und die vorhandene Substanz gesichert und instand gesetzt werden. Dabei wurden die Wege erneuert, neue Bankstandorte errichtet, die Bepflanzung ergänzt, die vorher lückenhafte Rasenfläche neu hergestellt und einige Bäume entfernt. An der Westseite wurde ein neuer Zaun errichtet, so dass die gesamte Anlage eingezäunt wurde. An der Stelle des ehemaligen Pfarrhauses der Martinigemeinde wurde ein Hospizneubau errichtet, der 2007 eröffnet wurde. Am Haupteingang befindet sich ein aufwendig gestaltetes Tor. Über dem Gitter des Tors befand sich die Inschrift „Ihre Werke folgen Ihnen nach“.

## Grabmale und Bestattete

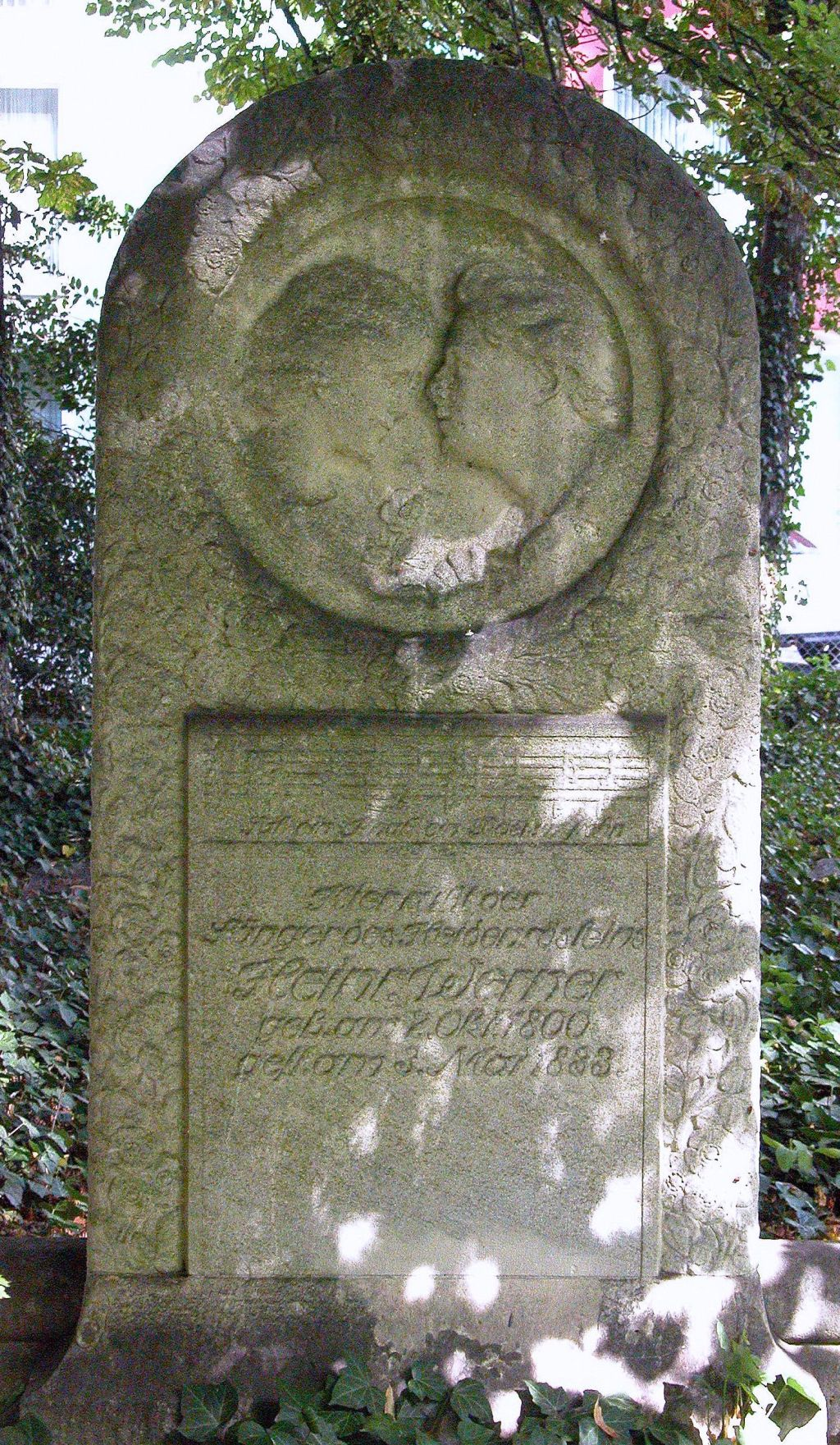
Grabstein Heinrich Werners

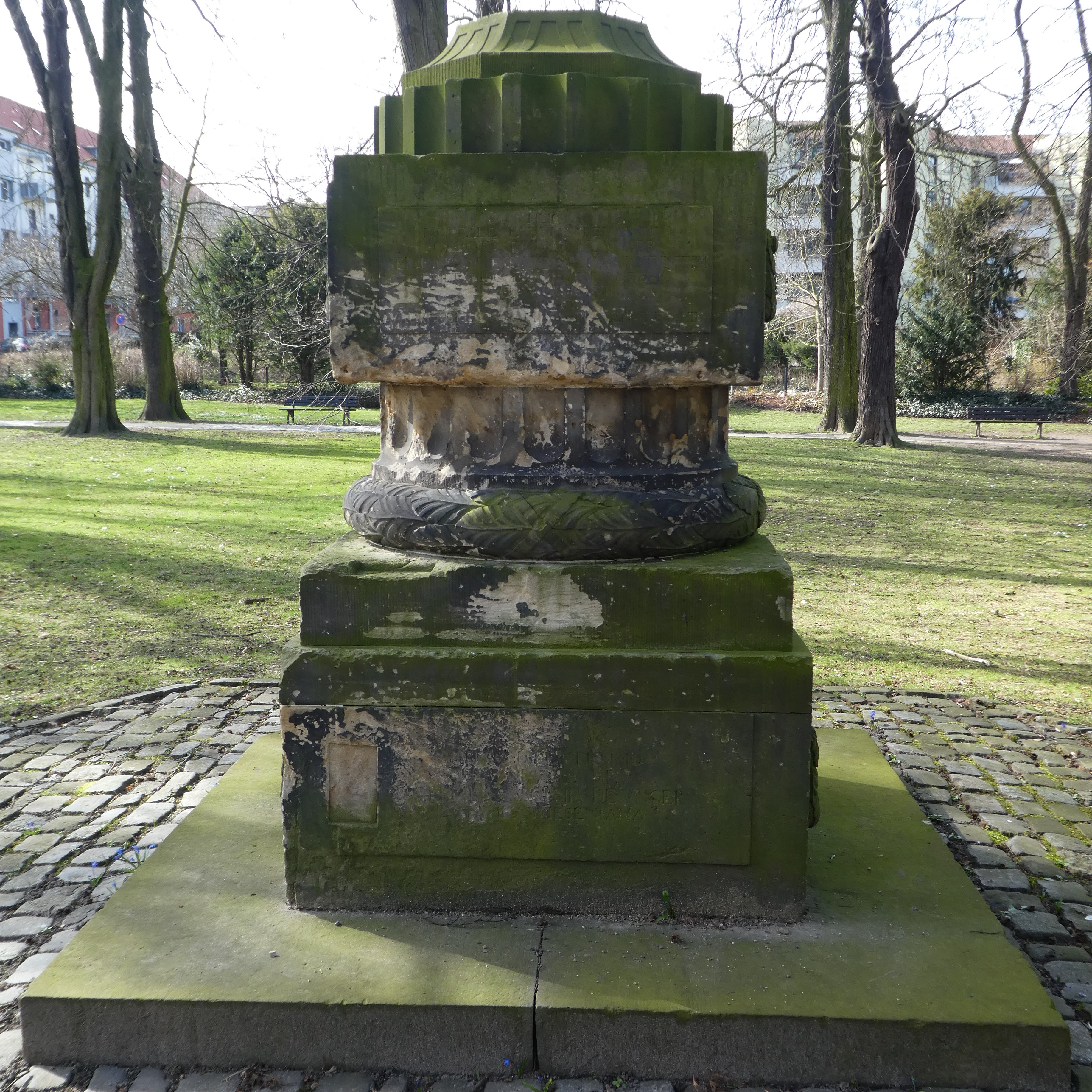
Grabstein Johann Friedrich Unger

- Carl Heinrich Goldhammer (1756–1770)
- Johann Friedrich Goldhammer (1725–1802) und seine Söhne Carl Heinrich (1756–1779) und David Christoph Peter (1753–1802) und seine Gattin Elisabeth Jul. geb. Müller
- Familie Hahne
- Georg Clemens Heine († 1791)
- Carl Georg Philipp Hessenmöller (1803–1862), Pastor von St. Ulrici
- Minna Hessenmöller geb. Wolff (1810–1865)
- Henriette Roose († 1791) und Theodor Roose
- Theo. Geo. Aug. Roose († 1803) mit seiner Ehefrau Sophie geb. Abich
- Heinrich Andreas Ludwig Rossmann (1800–1863), Pastor von St. Ulrici
- Theodore Rossmann geb. Stümpke (1795–1878), Witwe des Pastors von St. Ulrici
- Julius August Schoenhahn (1727–1809), Prosektor an einem Krankenhaus und Stadtwundarzt mit seiner Ehefrau Dorothea Elisabeth Schoenhahn geb. Schmidt
- Caroline Schmidt (1794–1866), Gründerin der Carl Schmidtschen Stiftung
- Johanne Dorothea Schmidt (1773–1834), Grabmal in Form eines Eisenkreuzes
- Georg Ernst Schulze (1787–1829), Pastor von St. Ulrici
- Heinrich Gottfried August Skerl (1829–1895), deutscher lutherischer Theologe, Pastor der Braunschweiger Brüdernkirche und Katharinenkirche
- Minna Skerl Hessenmöller geb. Brodkorb (1844–1876)
- Johann Friedrich Unger (1714–1781), deutscher Politiker, Arithmetiker und erster bedeutender landwirtschaftlicher Marktforscher deutscher Sprache.
- Heinrich Werner (1800–1833), deutscher Komponist, vertonte Johann Wolfgang von Goethes Gedicht Heidenröslein. Ihm wurde am 3. Mai 1914 zu Ehren ein Gedenkstein des Bildhauers Hermann Siedentop (1864–1943) gesetzt.
- ein gemeinsames Grab für Pastoren von St. Ulrici und deren Angehörige mit einer barock gestalteten Grabplatte aus dem Jahr 1741.